# Epicauta cazieri
Epicauta cazieri là một loài bọ cánh cứng trong họ Meloidae. Loài này được Dillon miêu tả khoa học năm 1952.